# 仁川自由经济区
仁川自由经济区位于韩国仁川广域市，由松岛国际商务区、永宗岛和青萝组成的自由经济区，总面积为51,739英畝（209.38平方）。仁川自由经济区于2003年8月正式成立，旨在建设一个可持续发展的集国际贸易、金融、物流、商住和旅游于一体的东北亚经济中心。入驻自由经济区的公司享有包括税收减免等各种优惠政策。
整个工程分为3个建设阶段：2003年至2009年是基础设施建设；2010年至2014年是项目建设阶段；最后一个阶段于2020年完成使仁川自由经济区成为世界三大自由经济区之一。

## 松岛国际商务区

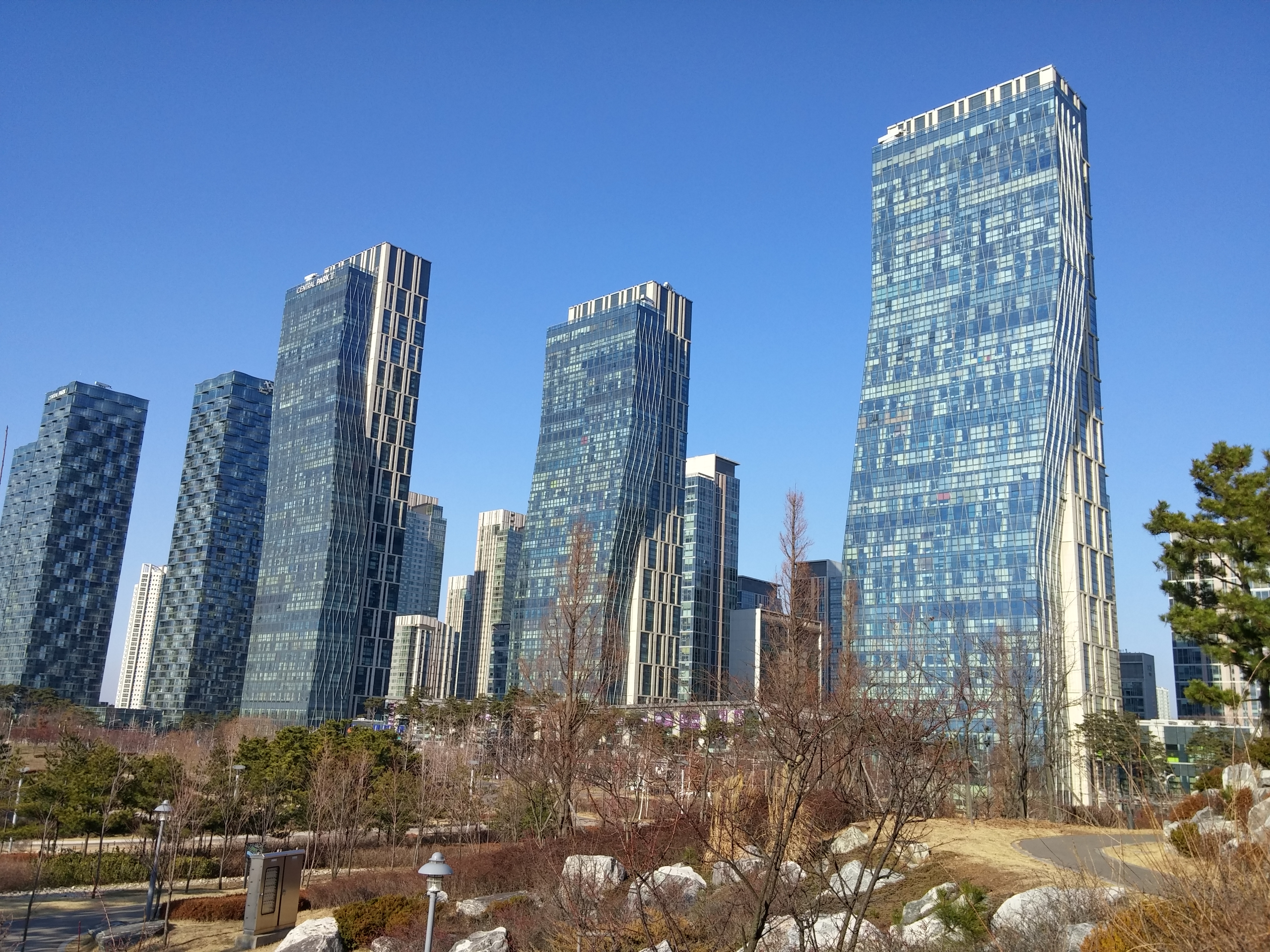
仁川松岛新都市

松岛国际商务区的土地是通过填海来实现的。松岛国际商务区的建设从1994年开始动工，总面积13162平方公里，规划人口规模为25.2万人，预计2020年竣工。商务区规划以国际贸易和知识经济为主并有生态城市居住区。 

### 仁川塔
仁川塔位于第11号建设工地。设计为151层，610米高。建成后将是东亚最高建筑。

### 仁川大桥
仁川大桥连接松岛国际商务区和仁川国际机场。2009年10月，大桥通车时成为续永宗大桥之后的连接永宗岛和仁川的第二条桥梁。截至2010年10月，仁川大桥是韩国最长的斜拉桥和世界第7长的斜拉桥。

### 仁川国际医院
仁川国际医院占地8万平米，拥有600张床位，是个总投资达4000亿韩元的世界先进的现代医院。预计2016年，医院将正式运营。

## 永宗岛

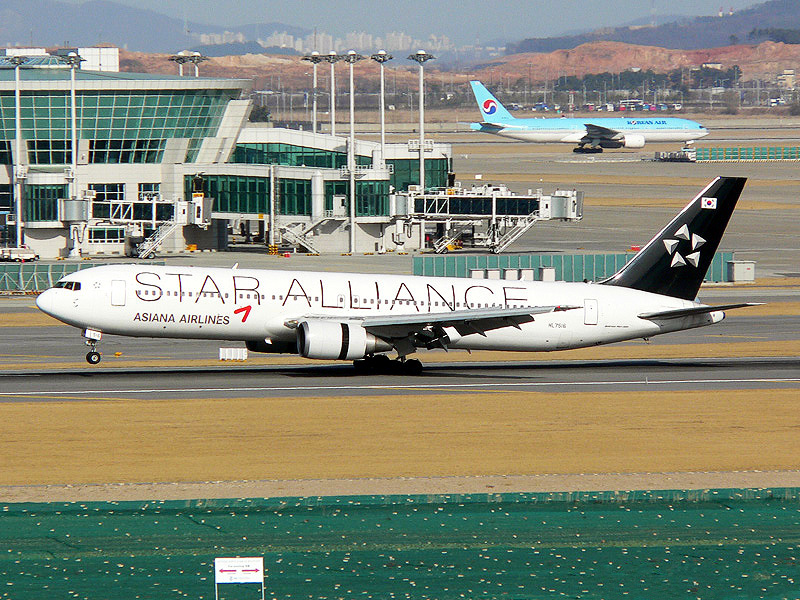
位于永宗岛的仁川国际机场是韩国最大的国际空港

永宗岛位于韩国仁川广域市西海岸的岛屿。目前的永宗岛是通过填海造地将原来的永宗岛、龙游岛、三木岛和新佛岛连接而成的。填海所造的土地上建有韩国最大的国际空港仁川国际机场。永宗岛是仁川中区的飞地，通过永宗大桥连接仁川西区，通过仁川大桥连接松岛国际商务区。
永宗岛的规划是以仁川国际机场为中心，发展成为生态友好的机场城市。工程预计2016年完工。

## 青萝
青萝区位于韩半島上，以发展休闲、娱乐为主，将建设世界级的主题公园。青萝区同时也是个公寓区，将建有运动设施、园艺工程以及一个国际金融区。青萝区占地4394公顷，规划人口为9万人。